# Црква Светог Николе у Александровцу
Црква Светог Николе у Александровцу (општина Жабари) подигнута је 1884. године и као непокретно културно добро има статус споменика културе.

## Архитектура
Црква у Александровцу је посвећена Светом Николи, саграђена је као једнобродна грађевина са олтарском апсидом која се надовезује на источни травеј, бочним певничким конхама и звоником на западу. Просторно је подељена на олтар, наос и припрату са галеријом, изнад које је звоник. Скромну декорацију фасада карактерише употреба архитектонских елемента у виду кровног венца и издужених, лучно завршених монофора. Посебан акценат је дат обради западне фасаде са наглашеним, у поље извученим порталом. Грађевином доминира звоник са часовником, на чијем четвртастом постољу са западне стране се налази бронзана плоча са натписом: „СВ. Никола 1884“. Уз спољни зид олтарске апсиде 1923. године подигнута је спомен костурница незнаним јунацима палим у борбама на Александровачким положајима 1915. године.
Олтарски простор је од наоса одвојен високом иконостасном преградом изведеном у класицистичком духу са позлаћеном дуборезном декорацијом, нарочито богатом на царским и бочним дверима. Иконе су распоређене у три зоне, а осликали су их 1885. године вршачки сликари Аца и Жива Радак.
Црква поседује лепе и вредне примере икона, богослужбених књига, сасуда и црквеног мобилијара.